# Lijst van alumni van de Universiteit Leuven (1425-1797)

Wapen van de Universiteit Leuven.

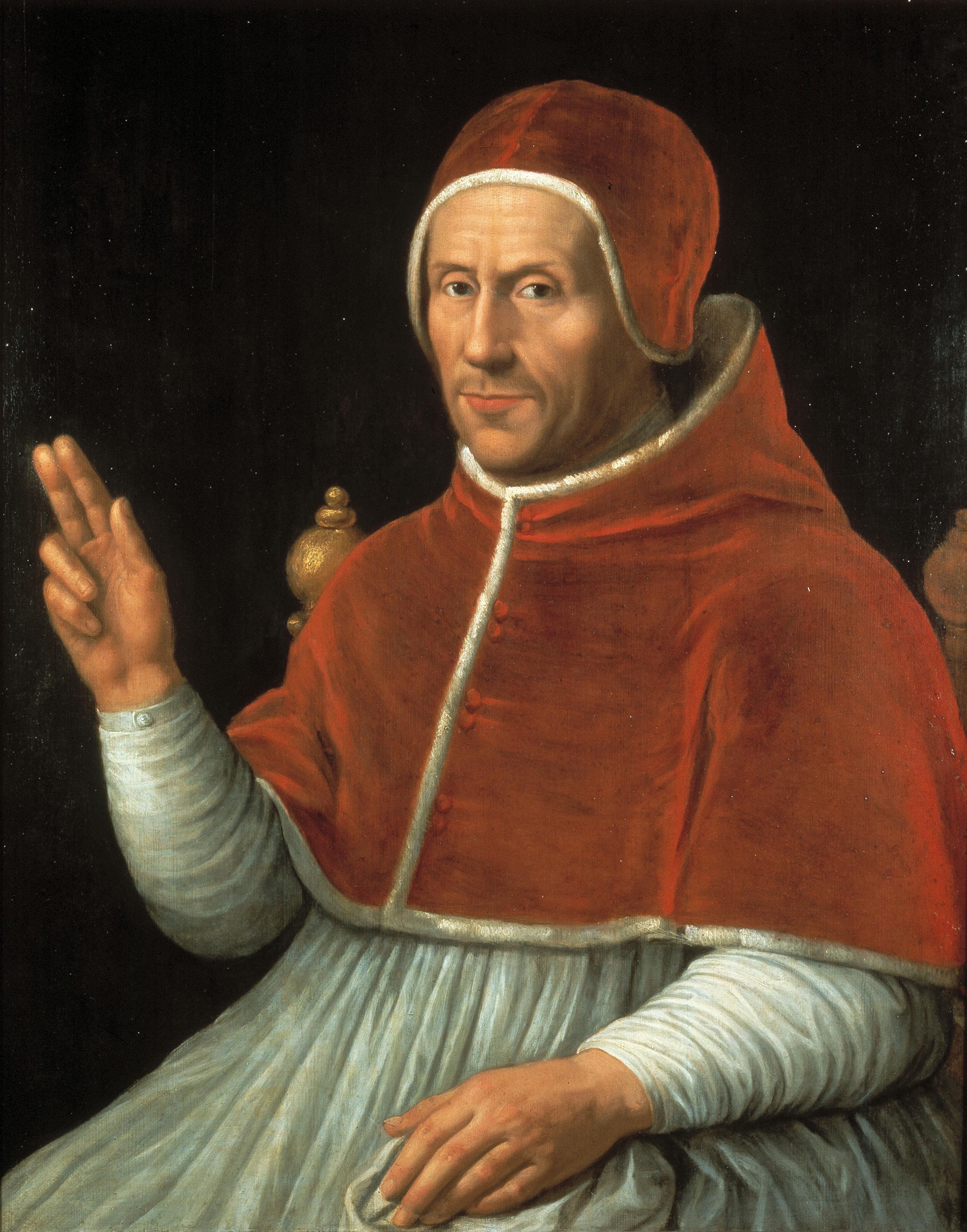
Adrianus VI

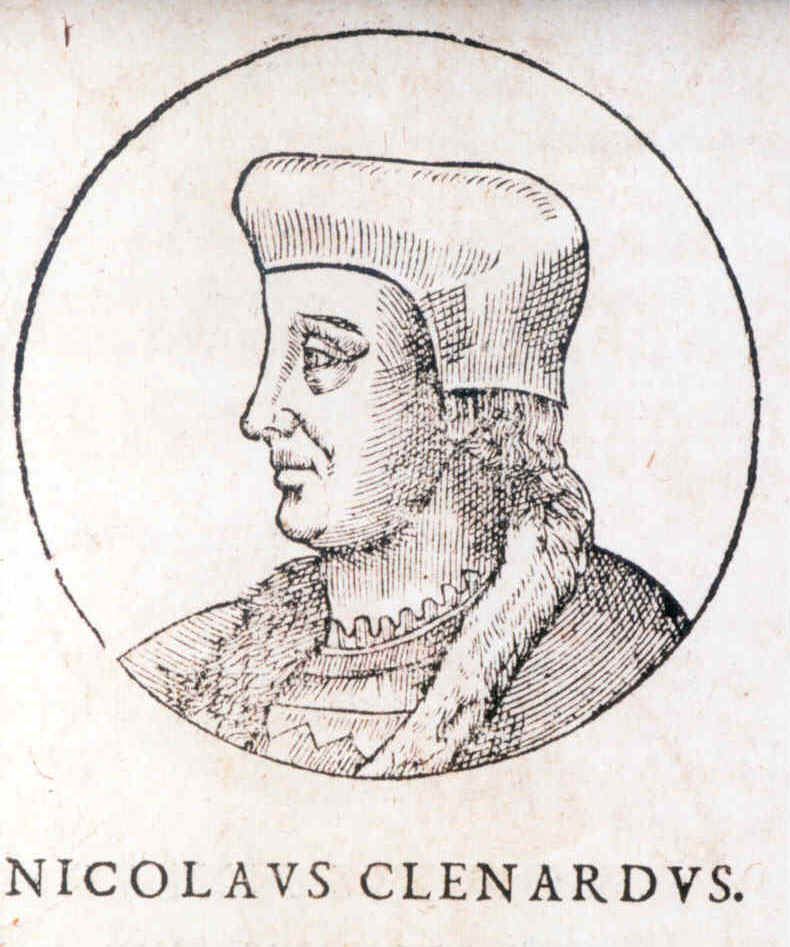
Nicolaes Cleynaerts

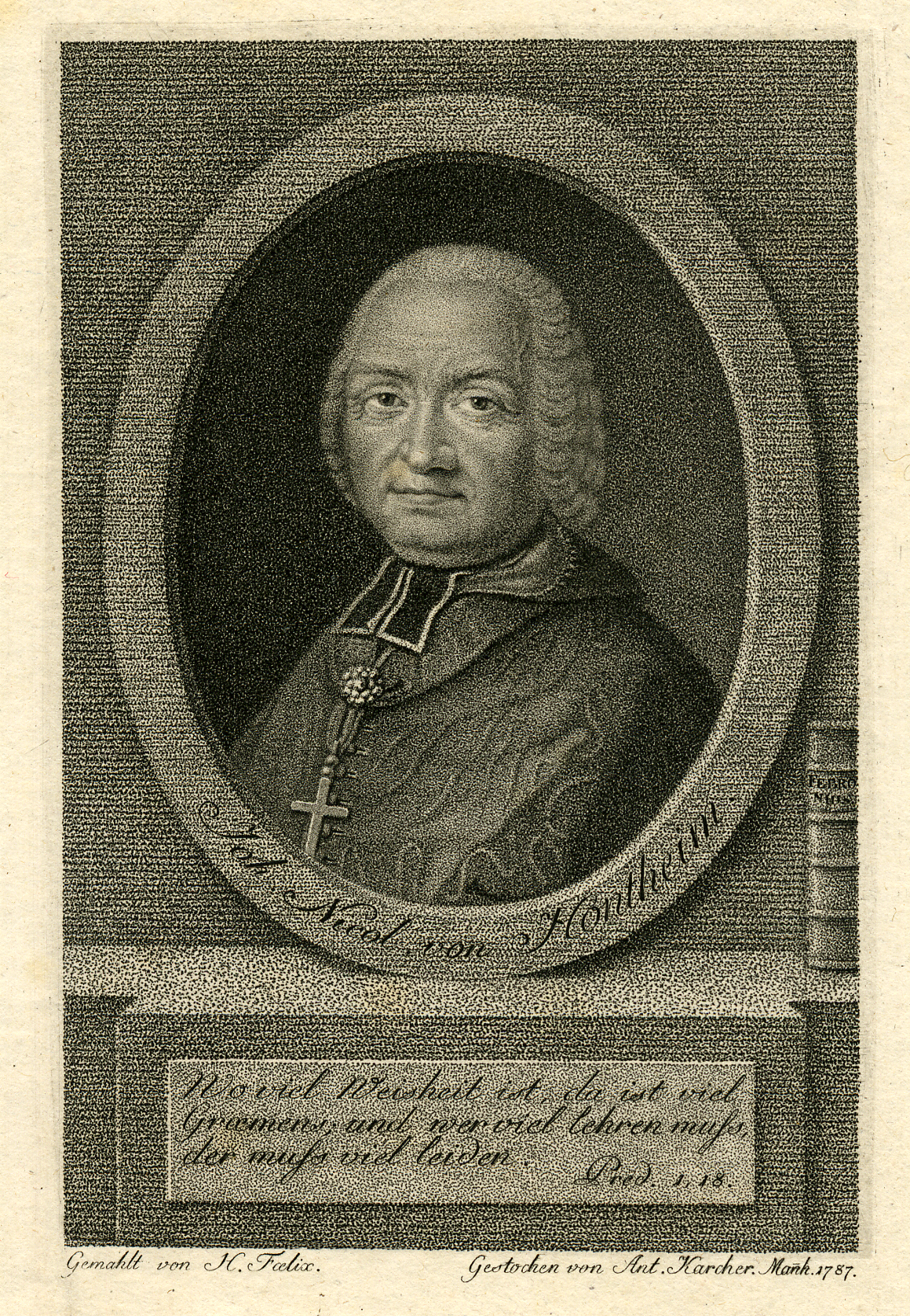
Febronius, oud student en leerling van Van Espen.

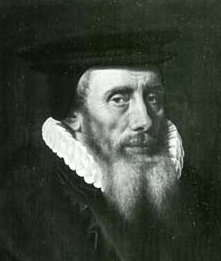
Johannes Goropius Becanus

Onderstaande is een lijst van alumni van de Universiteit Leuven (1425-1797). De matrikels (inschrijvingsregisters) bevatten gegevens over 144.000 personen en zijn online geplaatst.

## A
- Gulielmus Abselius (Willem Absel)
- Rudolf Agricola (Roelof Huesman of Huisman)
- Paus Adrianus VI (Adriaan Floriszoon Boeyens)
- Rudolf Agricola
- Lactance Allard, lid van het Nationaal Congres
- Hubertus Audejans
- Cornelius Aurelius

## B
- Willem Bassery, advocaat en bisschop van Brugge
- Adrianus Barlandus
- Antoine Barthélémy, lid van het Nationaal Congres
- Patrice Beaucourt de Noortvelde
- Pieter Cornelisz. Bockenberg
- Johannes Goropius Becanus
- Robertus Bellarminus
- Frans Jozef Beyts, lid van het Nationaal Congres
- Pierre Joseph Bille
- Anselmus Boëtius de Boodt
- Guillaume Bosschaert
- Judocus Bouckaert, bisschop van Ieper
- Jan Bouwensz
- Felix Brenart, bisschop van Brugge

## C
- Jan-Robert Caïmo
- Peter Calentyn
- Petrus Canisius
- Juan Caramuel de Lobkowitz
- Johannes Carolus
- Louis Carrion
- Joris Cassander
- Petrus Castellanus
- Jacobus a Castro
- Jan Ciermans
- Nicolaes Cleynaerts (Clenardus)
- Carolus Clusius
- Petrus Codde
- Albert Cogels
- Jean-Baptiste Cols
- Charles Coppieters Stochove
- Philippe Cospeau, later bisschop in Frankrijk
- Cornelius Crocus
- Henri de Crumpipen
- Joseph de Crumpipen
- Jacobus Curtius
- Henricus Cuyckius

## D
- Eugeen Albert d'Allamont
- François de Baillencourt
- Ferdinand de Beeckman
- Jacques de Bay
- Michel de Bay
- François de Coninck
- Patrice de Coninck
- Petrus Damasius de Coninck
- Henri-Ferdinand Decoster
- Karel Aeneas de Croeser
- Joos de Damhouder
- Charles-Joseph de Graeve
- Jacobus de la Torre
- Pieter Emmanuel de Lausnay
- Mathias de Lobel
- Karel de Méan, burgemeester van Luik
- Guillaume de Metser
- Aegidius de Monte, bisschop van Deventer
- Cornelius Franciscus de Nelis, bisschop van Antwerpen en Brabants revolutionair
- Franciscus Johannes de Robles, bisschop van Ieper
- François de Sécus
- Martin Delrio
- Pierre-Jean Denef, lid van het Nationaal Congres
- François de Pélichy
- Lodewijk Frans de Robiano
- Johannes Despauterius
- Rembert Dodoens
- Maximiliaan de Vriendt
- Gregorius Divaeus
- Petrus Divaeus, jurist en historicus
- Martinus Dorpius
- Jan d'Oudegherst
- Jean-Baptiste d'Oultremont, burgemeester van Luik
- Albert Dorville
- Michel Drieux, rector
- Remi Drieux, bisschop van Leeuwarden en Brugge
- Jacob Duym

## E
- Ludovicus Episcopius
- Nicolaas Everaerts

## F
- Febronius of Nikolaus von Hontheim, bisschop en filosoof
- Jan Fevijn
- Gemma Frisius

## G
- Gerard Geldenhouwer
- Arnold Geulincx
- Cornelius Gemma
- Jean-Baptiste Goddyn
- Franciscus Goethals
- Melchior Goubau d'Hovorst
- Petrus Gudelinus
- Jean-Baptiste Gramaye

## H
- Franciscus Haemus
- Antonius Hanneron
- Franciscus Haraeus
- Pieter Haschaert
- Benedictus Josephus Holvoet
- Joannes Hauchin, 2de aartsbisschop
- Ambroise-Joseph de Herzelles, jurist
- Theodoricus Hezius
- Lambertus Hortensius
- Matthias Hovius (Matthijs Van Hove), 3de aartsbisschop

## I

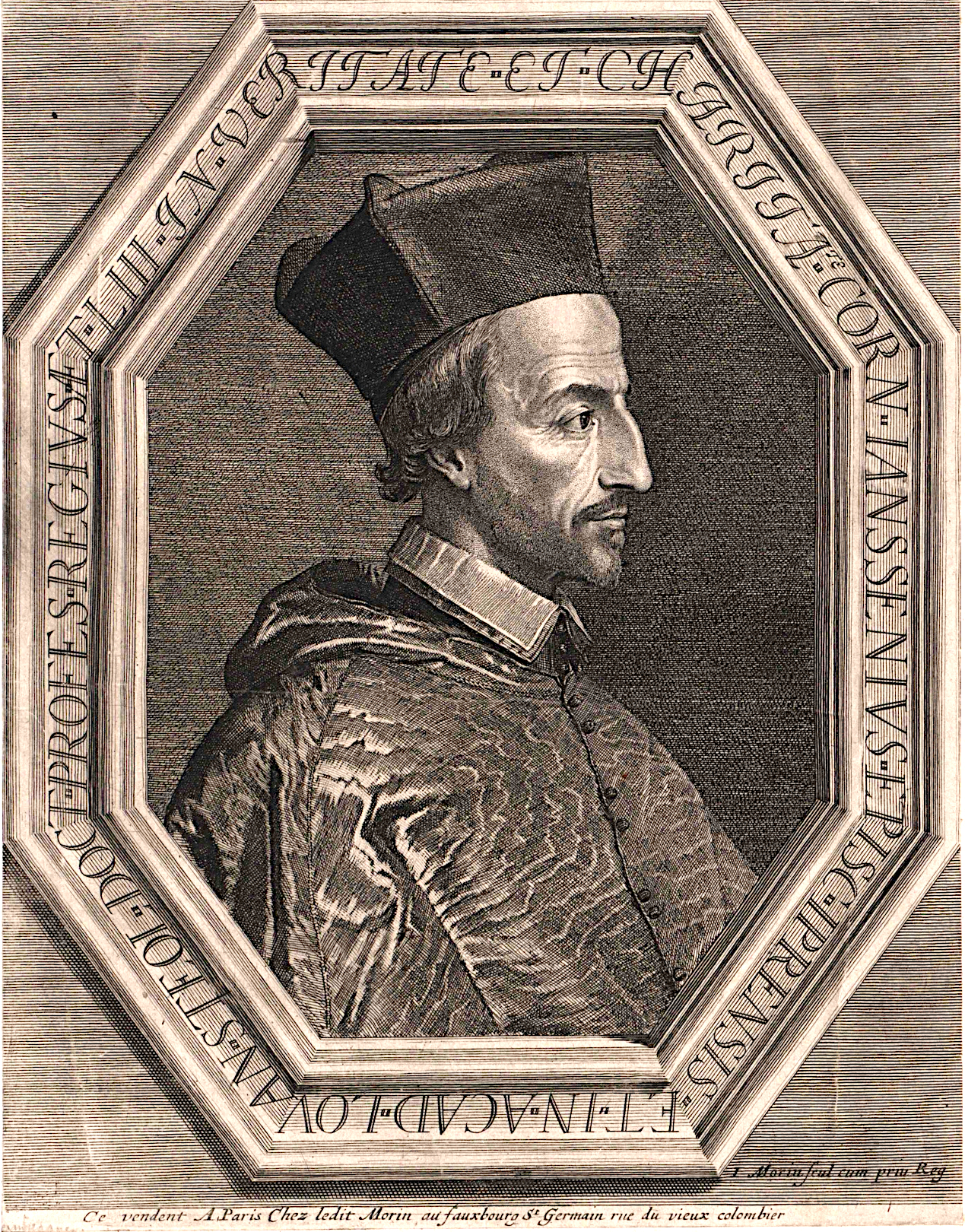
Cornelius Jansenius, een beroemde rector en professor aan de Universiteit van Leuven.

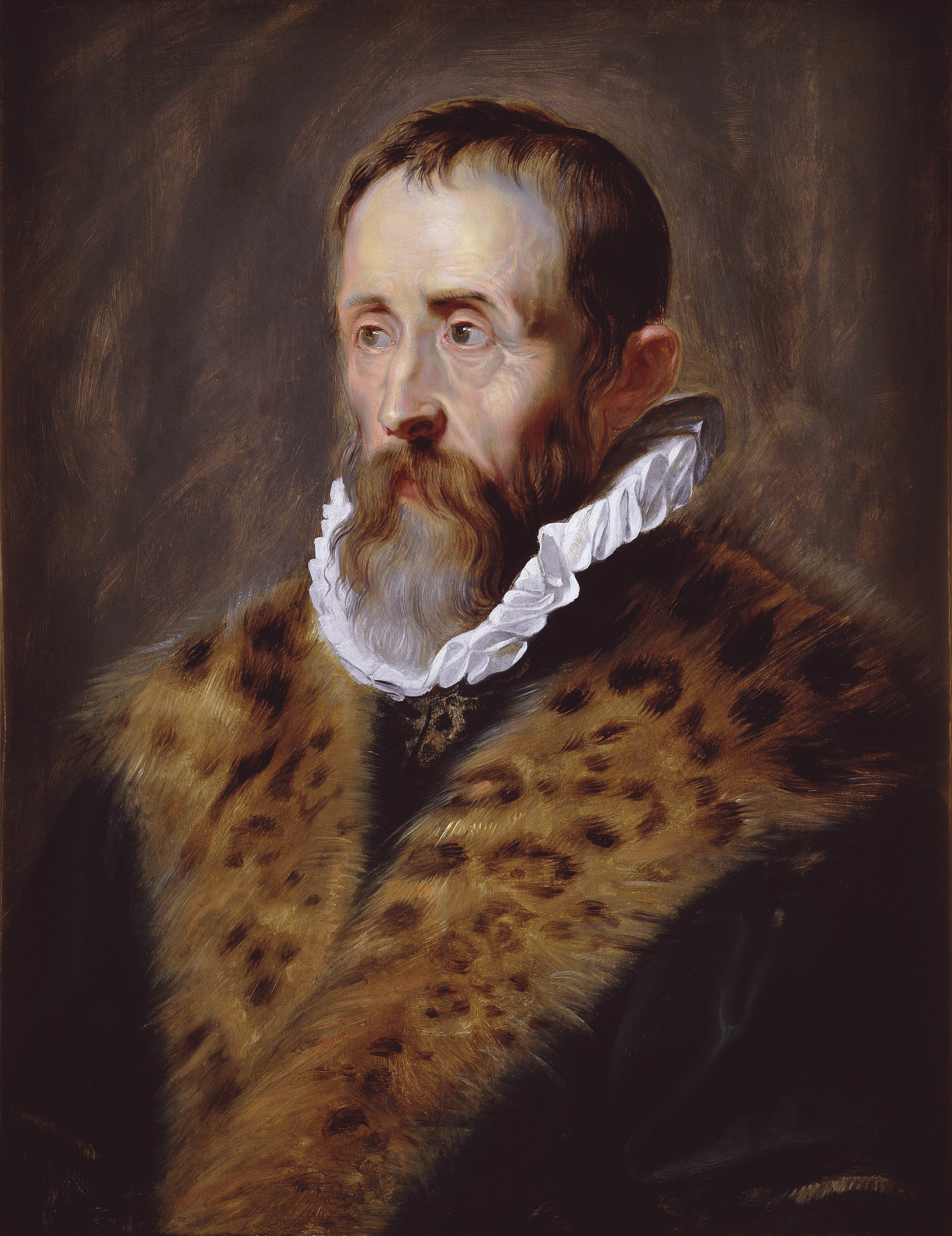
Justus Lipsius

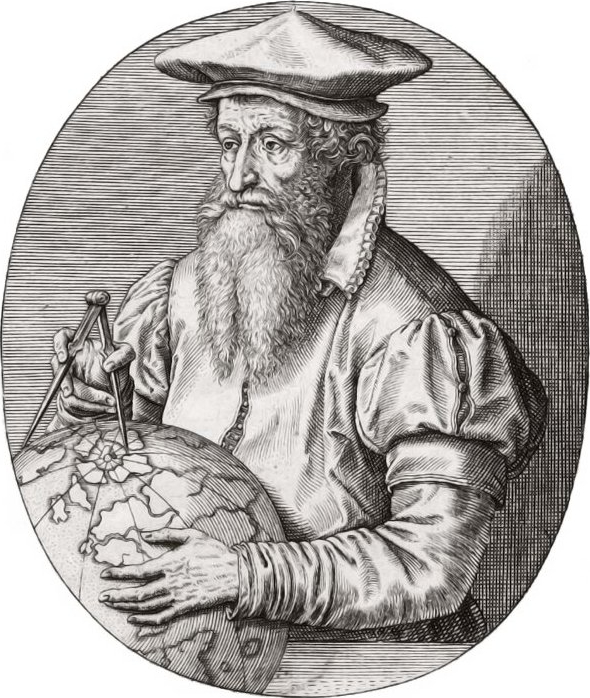
Gerardus Mercator, nam deel aan de protestantse beweging in de Universiteit Leuven, hij werd samen met een groep Leuvense burgers op verdenking van lutheranisme door de Inquisitie gearresteerd en vluchtte naar Duitsland.

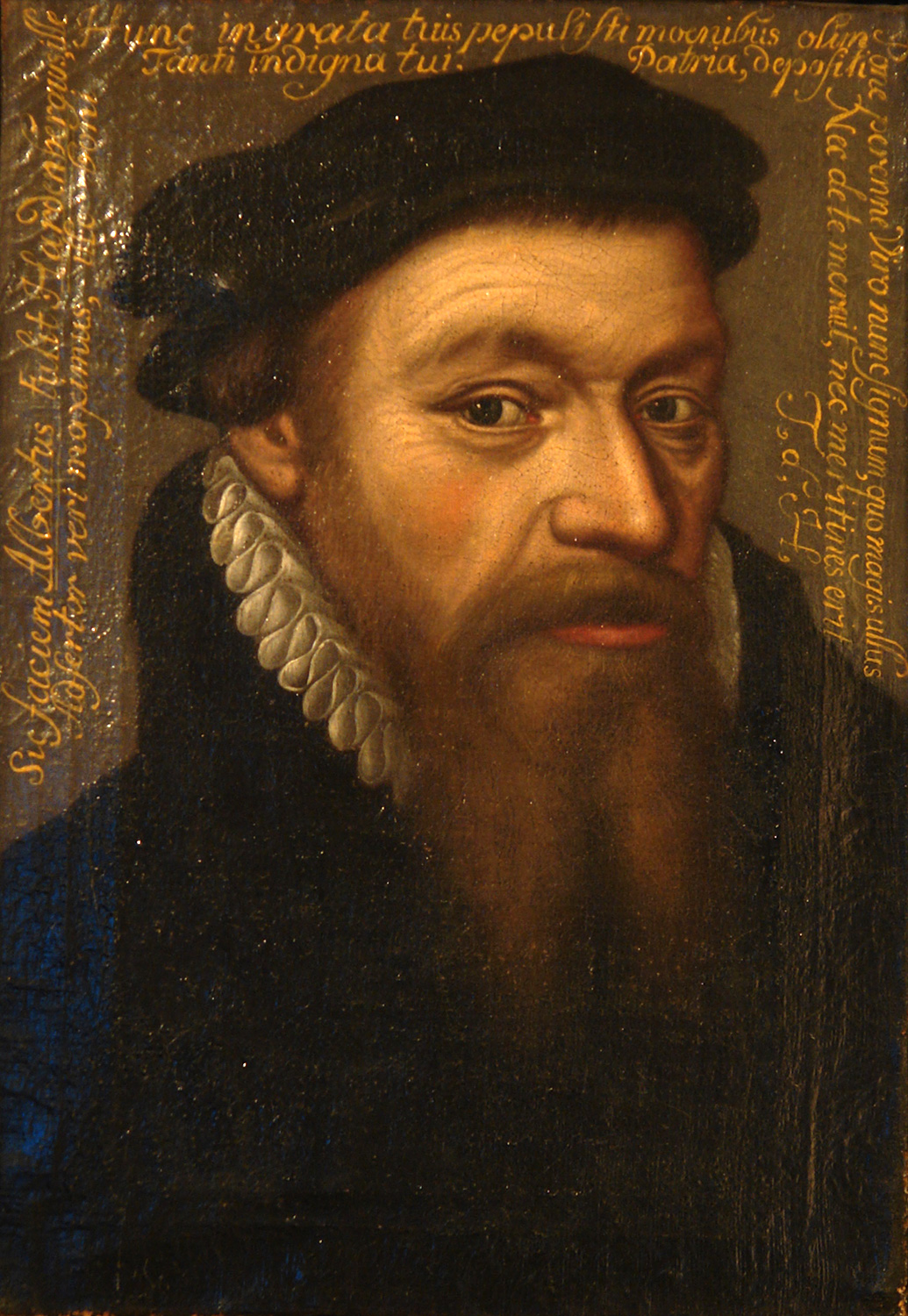
Albertus Risaeus, nam deel aan de reformatorische beweging in de Universiteit Leuven.

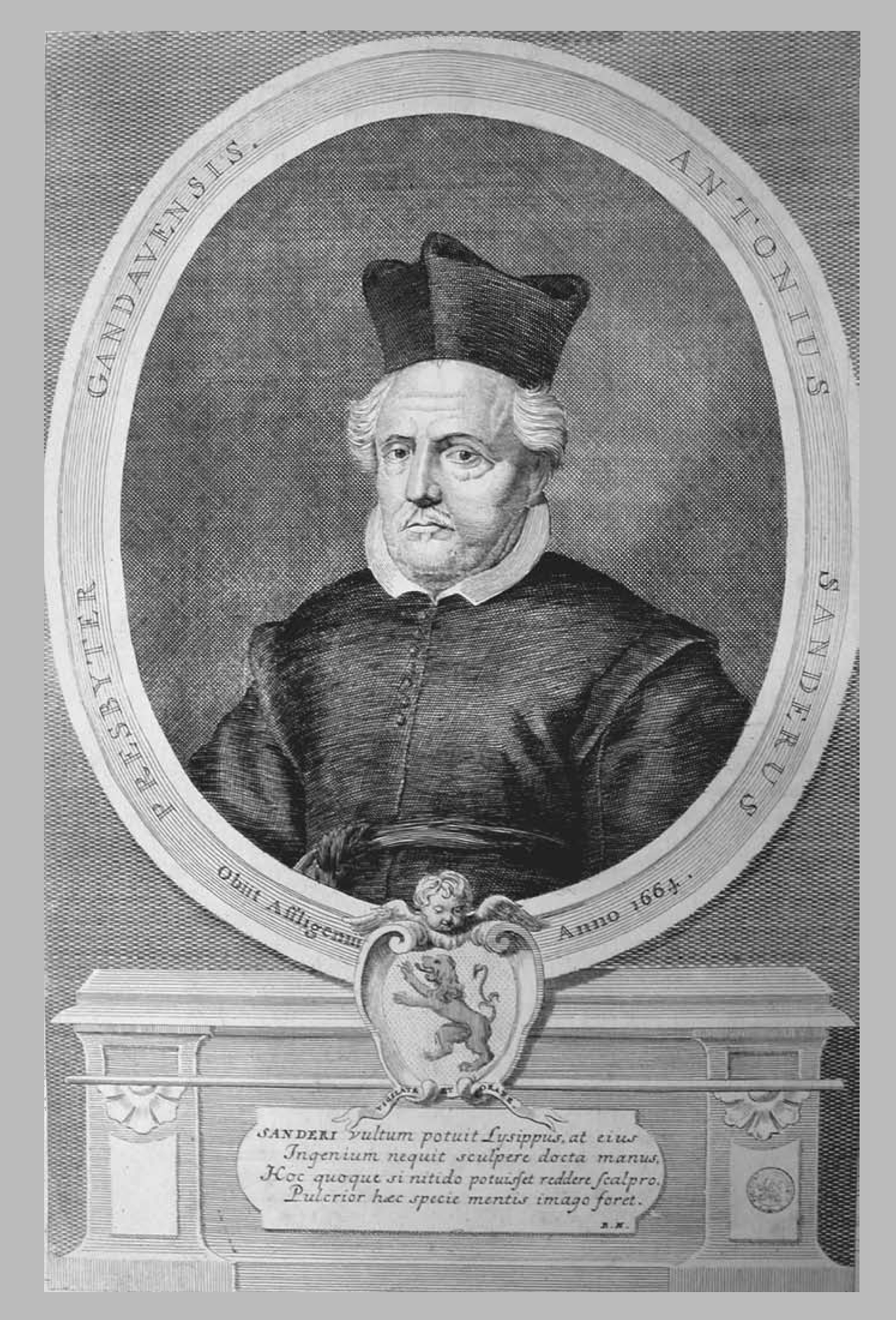
Antonius Sanderus.

Johan van Oldenbarnevelt

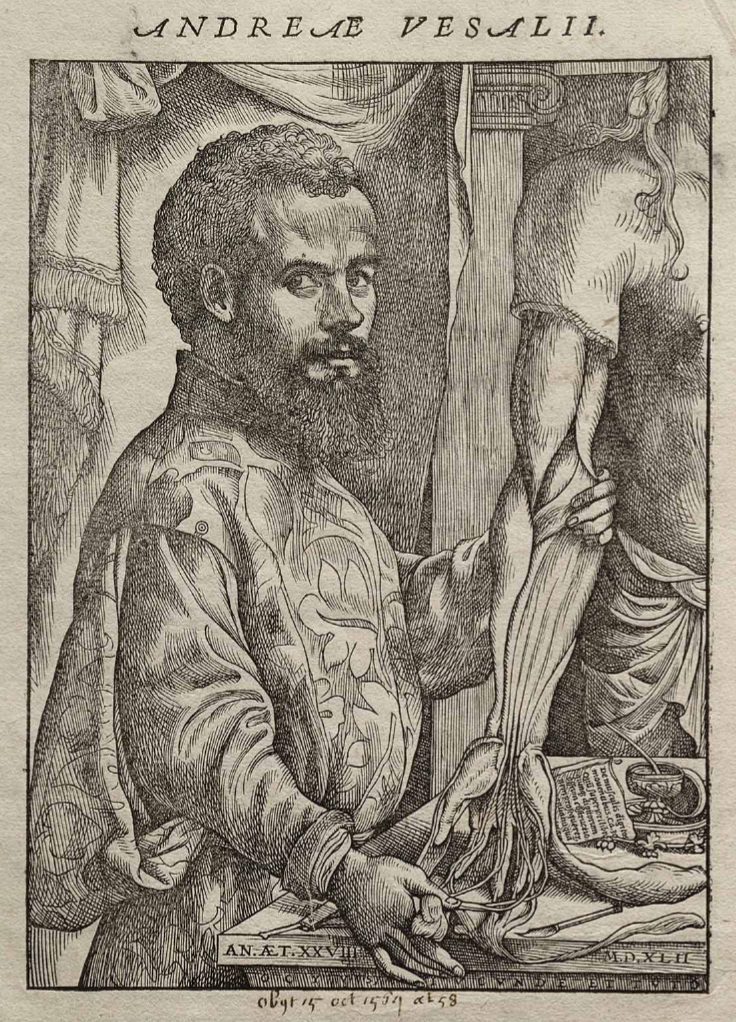
Andreas Vesalius.

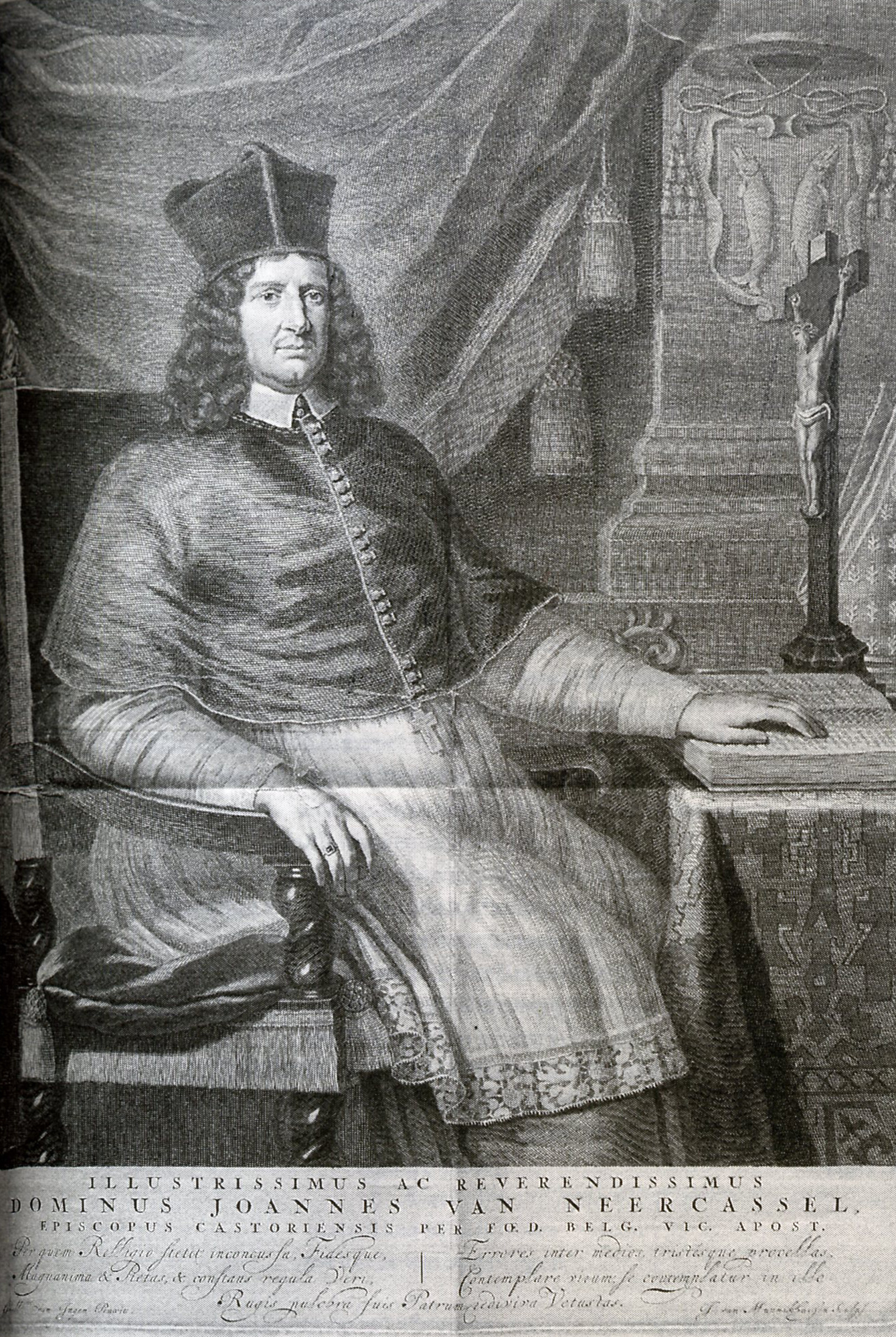
Johannes van Neercassel, oud student, jansenistisch bisschop van Utrecht, gravure van J. van Munnikhuisen naar een portret van Willem van Ingen

- Jan Ingenhousz

## J
- Gerard Jacobs (pastoor)
- Xavier Jacquelart (1762-1856), hoogleraar aan de Universiteit Leuven, Strafrecht.
- Cornelius Jansenius

## K
- Jan Gerard Kerkherdere
- Jean-Baptiste Kockaert, lid van het Nationaal Congres.

## L
- Cornelius a Lapide
- Marcus Laurinus
- Pierre-Lambert Ledrou
- François Lehon
- Leonardus Lessius
- Antoine Le Waitte
- Justus Lipsius
- Jan Antoon Locquet
- Christianus Lupus

## M
- Maximiliaan Hendrik van Beieren
- Petrus Johannes Meindaerts
- Laurentius Metsius (Laurens Mets)
- Gerardus Mercator
- Everard Mercurian
- Jacques Meyer
- Jan Pieter Minckeleers
- Johannes Miraeus
- Maximiliaan Morillon, bisschop van Doornik
- Etienne Mosselman
- Thomas Montanus

## N
- Patrice-François de Neny
- Charles Nerinckx
- Ludovicus Nonnius

## O
- Jean-Lambert Obin
- Gérard d'Onyn de Chastre
- Joannes Opstraet
- Filips Willem van Oranje

## P
- Willem Pantin
- Jason Pratensis
- Erycius Puteanus

## R
- Jan Jozef Raepsaet, politicus en historicus
- Ferdinand Rapedius de Berg, jurist en vrijmetselaar
- Henri-Joseph Rega, arts en rector
- Martinus Regaus, bekend als proost Beda van de abdij van Affligem
- Jacob Reyvaert
- Martinus Riethovius, eerste bisschop van Ieper
- Louis del Rio, jurist
- Albertus Risaeus, kerkhervormer
- Nikolaas Rockox jr.
- Joannes Roucourt, theoloog
- Gerardus Rubens, abt van Hemiksem
- Karel Rym, diplomaat en raadsheer

## S
- Nicolas Sanchez de Aguilar
- Antonius Sanderus, historicus en filosoof
- Adam Sasbout, minderbroeder en classicus
- Cornelius Scepperus
- Damian Hugo Philipp von Schönborn-Buchheim, kardinaal en landcommandeur van Alden Biesen
- François de Sécus
- Jean-Baptiste Serruys
- Henricus Smetius
- Nicolas Spirlet
- Jan Standonck, stichter van het Standonckcollege en rector van de Sorbonne
- Cornelius Steenoven
- Joachimus Fortius Ringelbergius Andoverpianus
- Franciscus Sonnius (Franciscus Van de Velde)
- Joannes Stadius

## T
- André Tacquet
- Frans Titelmans
- Pierre Trentesaux
- Jean Thienpont, lid van het Nationaal Congres
- Petrus Jozef Triest, stichter Broeders en Zusters van Liefde

## U
- Karel Utenhove (vader)
- Karel Utenhove (zoon)

## V
- Robert van Asseliers, kanselier van Brabant
- Franciscus van Cranevelt
- Karel van Croÿ
- Michel van der Belen, lid van het Nationaal Congres
- Johan van Oldenbarnevelt, staatsman
- Johannes van Bijlevelt
- Jan van Bruhesen
- Julius van Brunswijk-Wolfenbüttel
- Ogier Gisleen van Busbeke
- Josse van Clichtove
- Pieter van Dale, stichter van het Van Dalecollege
- Karel van den Bosch
- Petrus van der Aa
- Floris vander Haer
- Frans Coebel van der Loo
- Michel van der Smissen
- Benedictus van Haeften
- Hendrik van Halmale, burgemeester van Antwerpen
- Hendrik van Halmale, bisschop van Ieper
- Jan van Heestert
- Eugène van Hoobrouck de Mooreghem
- Karel van Hulthem
- Hendrik van Kinschot
- Matthias van Lierop
- Albrecht van Loo
- Gerard van Loon
- Filips van Marnix van Sint-Aldegonde
- Paulus van Middelburg
- Johannes van Neercassel
- Adriaan van Roomen
- Hendrik Jozef van Susteren
- Rombertus van Uylenburgh
- Joannes van Velde tot Melroy en Sart-Bomal
- Joseph van Volden de Lombeke
- Joannes Varenacker
- Philippe Joseph Jean Veranneman de Watervliet
- Jean-Jacques Verseyden de Varick
- Jan Frans Vonck
- Sasbout Vosmeer
- Rombertus van Uylenburgh, advocaat en vader van Saskia Rembrandt
- Simon Verepaeus
- Andreas Vesalius, arts en anatoom
- Juan Luis Vives, humanist
- Jan van Foreest (1540-1580)
- Joseph van Volden de Lombeke, lid van het Nationaal Congres
- Johannes Vasaeus
- Ferdinand Verbiest
- Jan Baptist Verlooy
- Jean-Jacques Verseyden de Varick, lid van het Nationaal Congres.
- Andreas Vesalius
- Viglius
- Jan Frans Vonck, revolutieleider
- Bonaventura Vulcanius
- Petrus Vulcanius

## W
- Ignatius Walvis
- Gilles Waulde
- Jacob Thomas Jozef Wellens, bisschop van Antwerpen
- Govaert Wendelen
- Filips Wielant
- Willem Wittouck, rechtsgeleerde
- Guilielmus Wyts

## Z
- Léopold Zoude